# 長野県道90号諏訪南インター線
長野県道90号諏訪南インター線（ながのけんどう90ごう すわみなみインターせん）は、長野県諏訪郡富士見町を通る県道（主要地方道）である。

## 概要
延長距離が約1.2 kmの区間で高低差が約100mという急勾配が続く道路で、中央自動車道諏訪南ICと国道20号を連絡する。
すでに一般県道として認定されていた長野県道425号払沢富士見線の一部区間、国道20号との接続部が主要地方道に指定され、新たに県道として認定されたものである。長野県道425号の区域の変更は行われていないため、現在も全線重複として扱われている。
以前の払沢富士見線の道路は中央道の下を通り抜けてからJR中央線のすずらんの里駅方面へと下り、国道20号の神戸八幡交差点へと至る区域であったが、その後諏訪南ICと国道20号とのアクセス道路が整備されて現在の区域へと変更され、本路線もその一部として指定されている。

### 路線データ
- 起点：諏訪郡富士見町富士見（諏訪南IC）
- 終点：諏訪郡富士見町富士見（諏訪南IC入口交差点、国道20号交点）

## 歴史
- 1973年（昭和48年）7月23日 : 長野県道払沢富士見線の認定。
- 1981年（昭和56年）3月30日 : 中央自動車道諏訪南IC供用開始。
- 1993年（平成5年）5月11日 - 建設省から、県道払沢富士見線の一部が諏訪南インター線として主要地方道に指定される[1]。
- 1994年（平成6年）4月1日 : 長野県道90号諏訪南インター線の認定。

## 路線状況

### 重複区間

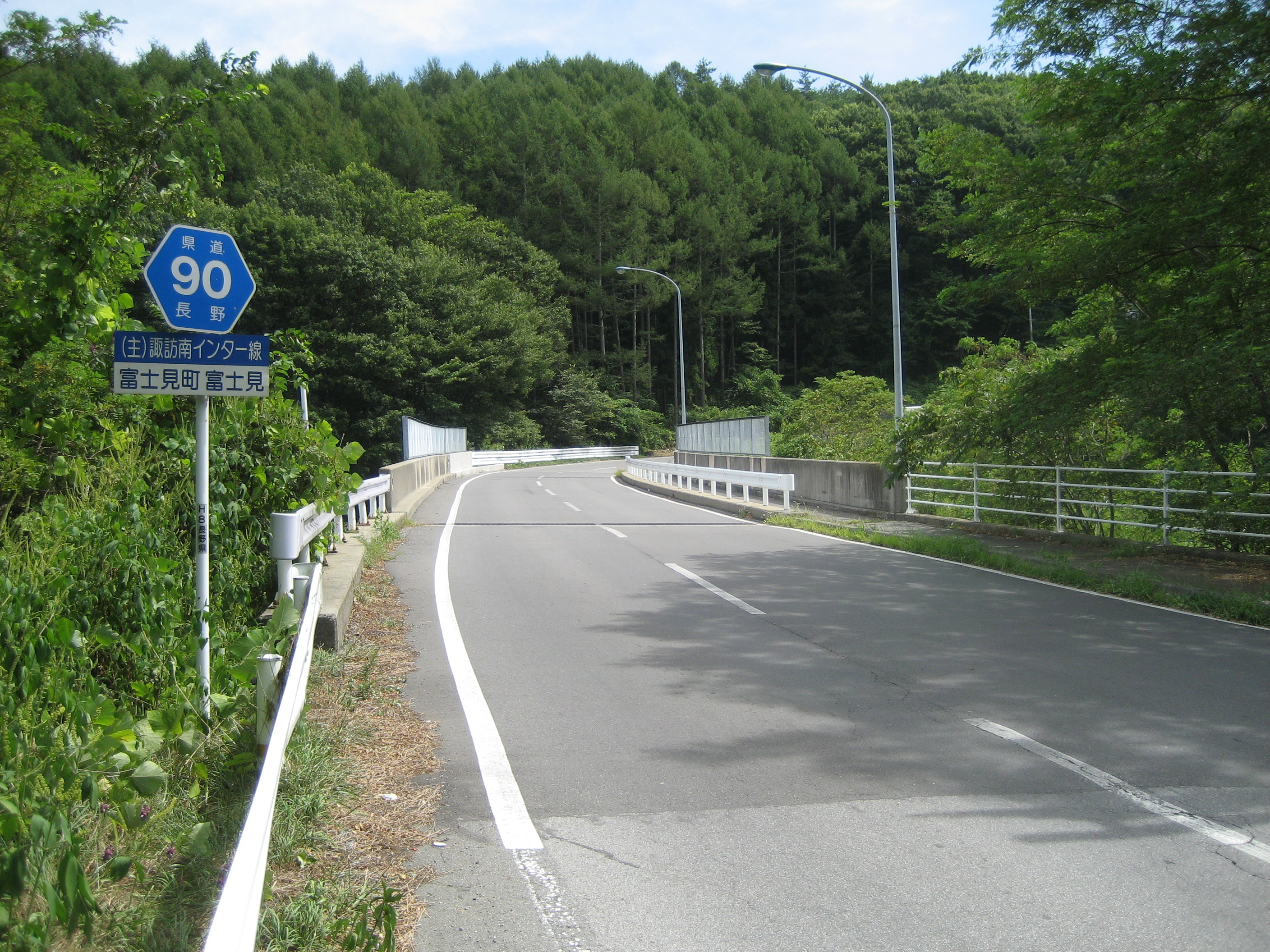
富士見町内

- 長野県道425号払沢富士見線（諏訪郡富士見町富士見 地内、当路線の全区間）

## 地理

### 通過する自治体
- 諏訪郡富士見町

### 交差する道路

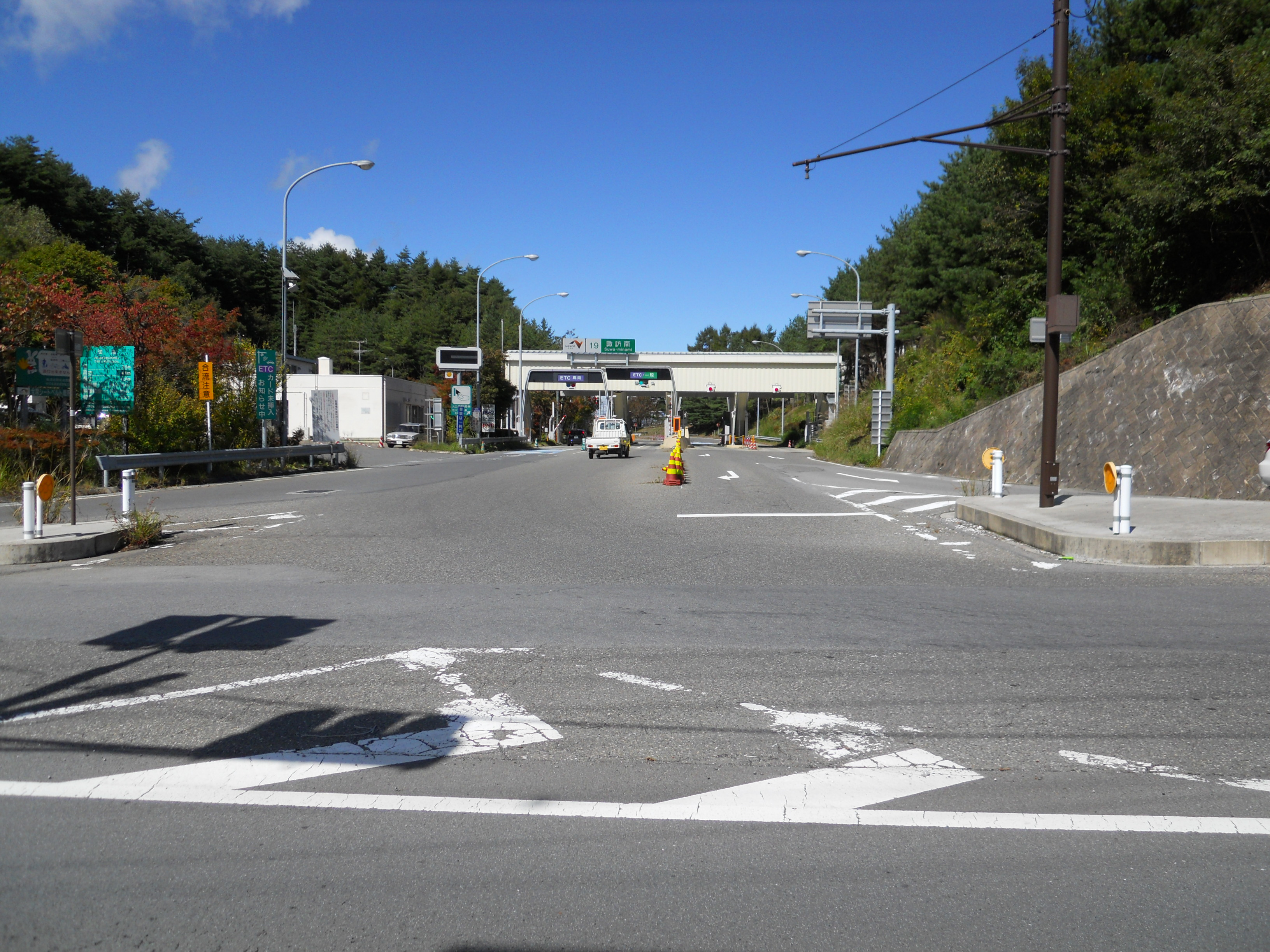
諏訪南インターチェンジ

- 中央自動車道 諏訪南IC・長野県道425号払沢富士見線（諏訪郡富士見町富士見、起点）
- 国道20号（諏訪郡富士見町富士見・諏訪南IC入口交差点、終点）